# ایستادگی مدنی

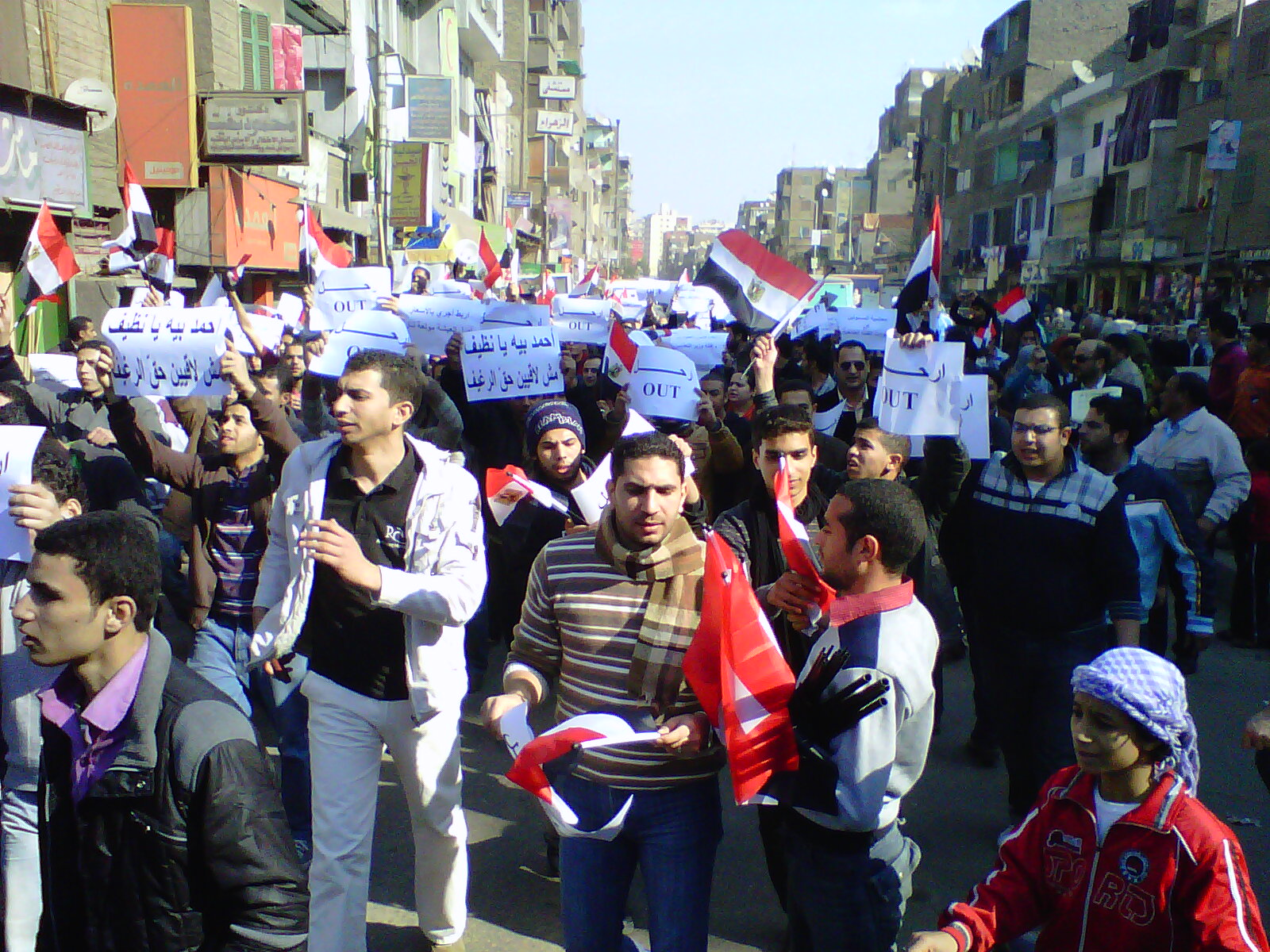
اعتراضات انقلاب مصر ۲۵ ژانویه ۲۰۱۱

ایستادگی مدنی یا مقاومت مدنی (به انگلیسی: Civil resistance) یک کنش سیاسی با به‌کارگیری ایستادگی بی‌خشونت توسط گروه‌های مدنی است، که به میانجی آن بتوانند قدرت، زور، سیاست یا رژیم خاصی را به چالش بکشند. ایستادگی مدنی از راه درخواست بازنگری در کاربرد زور و اجبار و دشمنی تحقق می‌یابد و می‌تواند دربرگیرنده کوشش‌های سازماندهی‌شده برای کم‌مایه کردن منابع قدرت دشمن باشد.
اشکال متفاوت این رویکرد می‌تواند دربرگیرنده پیوستار گسترده‌ای باشد که برای نمونه می‌توان موارد زیر را یاد کرد:
- تظاهرات
- تحصن و بست‌نشینی
- دادخواست
- اعتصاب و کم‌کاری
- تحریم
- جنبش مهاجرت
- اشغال
- آفرینش نهادهای موازی دولت

انگیزش جنبش‌های ایستادگی مدنی برای پرهیز از خشونت به جای آن که صرفاً اصول اخلاقی مطلق باشند، عموماً وابسته به بافتار و زمینه اجتماعی هستند که از آن میان می‌توان به ارزش‌های جامعه و تجربه جامعه از دوره‌های جنگ و خشونت نام برد. پرونده‌ها و اُفته‌های ایستادگی مدنی را می‌توان در سرتاسر تاریخ و همچنین در کشاکش‌های دوره‌های مدرن یافت که خواه در برابر فرمانروایان ستمگر یا دولت‌های برگزیده با روش‌های دموکراتیک برخاسته‌اند.
پدیده ایستادگی مدنی بیشتر در پیوند با پیشرفت مردم‌سالاری است.